# Linia U1 metra w Berlinie
Linia U1 metra w Berlinie – linia metra w Berlinie. Ma długość 9,00 km i posiada 13 stacji.
Przebiega przez następujące dzielnice: Friedrichshain, Kreuzberg, Tiergarten, Schöneberg oraz Charlottenburg.
Linia rozciąga się w kierunku wschód-zachód bezpośrednio na południe od trasy historycznej kolei śląskiej (przedłużenie Stadtbahn) na stacji S-Bahn Warschauer Straße zaczyna się w Kreuzbergu i na Wittenbergplatz. Linia U1 jest najstarszą linią metra. Podobnie jak linie U2, U3 i U4, należy do podsieci „Kleinprofil-Netz” berlińskiej U-Bahn otwartej przed 1914 r. Podczas gdy główny odcinek Wittenbergplatz – Schlesisches Tor został oznaczony numerem 1 (od 1984 r. literą „U”), ponieważ nazwy linii zmieniły się z liter na cyfry w 1966 r., zachodni punkt końcowy zmienił się dwukrotnie.  Ta linia jest używana tymczasowo przez linię U12 od 1993 roku. W latach 1993–2004 linia U15 kursowała na trasie Uhlandstraße – Schlesisches Tor (początkowo tylko do Kottbusser Tor), która teraz biegnie z Krumme Lanke linia U1 obsługiwała odcinek na wschód od Nollendorfplatz od 2003 roku tylko w określonych porach. Do 2003 r. pociągi U15 kończyły się na Wittenbergplatz poza godzinami szczytu.

## Historia

### Początki
Rosnące problemy komunikacyjne w berlińskiej metropolii doprowadziły do poszukiwania nowych, wydajnych środków transportu pod koniec XIX wieku. Zainspirowany sugestią Wernera Siemensa z 1880 r., aby wprowadzić nowe rozwiązanie, pojawiło się wiele pomysłów na kolej jednoszynową, która została później zbudowana w postaci kolejki podwieszanej Wuppertaler Schwebebahn lub kolejki metra, takiej jak ta w londynie. Wreszcie Siemens przedstawił ojcom miasta Berlina plan podniesionej linii kolejowej w oparciu o model Nowego Jorku. Okazało się to jednak nieestetyczne w szlachetnej Friedrichstrasse zbudować kolej żelazną, jak sugerował Siemens.  Jednak administracja miasta Berlina oparła się podziemnym pociągom, ponieważ obawiała się uszkodzenia nowo wybudowanej sieci kanalizacyjnej. W międzyczasie AEG zbudowało tzw. Spreetunnel między Stralau i Treptow. W budowie tego tunelu po raz pierwszy zastosowano tarczę górniczą. Nawet jeśli tunel był używany przez tramwaje, można go postrzegać jako prekursora metra.
Budowa kolei nadziemnej przez wąską Friedrichstrasse lub Leipziger Strasse była niedozwolona. Wreszcie, po wielu latach i negocjacjach, Siemens zwyciężył dzięki podwyższonej linii kolejowej z Warschauer Brücke nad Hallesches Tor i Bülowstrasse. Opór wobec nowych środków transportu w Berlinie wydawał się przezwyciężony na tej trasie, a także obiecał dodać wewnętrzny pierścień do lekkiej szyny. Prywatna firma Siemens & Halske wykonała wszystkie prace budowlane jako firma budowlana. Pierwszy przełomowy był 10 września 1896 roku w Gitschiner Strasse. Prace budowlane musiały przebiegać szybko, ponieważ umowa zawarta z Berlinem w momencie przyznania koncesji przewidywała, że trasa musi zostać ukończona w ciągu dwóch lat, w przeciwnym razie grozi grzywna w wysokości 50 000 marek (skorygowana o siłę nabywczą w dzisiejszej walucie: około 361 000 euro).
Inżynierowie opracowali specjalne podwyższone filary kolejowe dla podniesionej kolei. Ponieważ berlińczykom to się w ogóle nie podobało, architekt Alfred Grenander otrzymał w 1902 r. propozycję artystycznego rozwiązania tego problemu. 

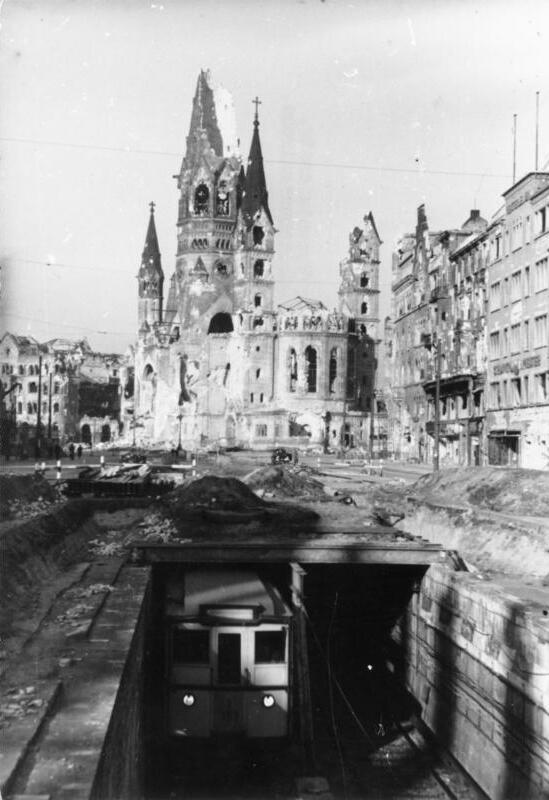
Uszkodzony tunel metra w pobliżu stacji Wittenbergplatz (1945)

Po trudnych negocjacjach z miastem Charlottenburg nie zdecydował się na podniesienie linii kolejowej na Tauentzienstraße, ale budowę podziemnej linii kolejowej i odległość do kolana (dzisiejsza Ernst-Reuter-Platz). Na przykład nie można spełnić wymogu ukończenia trasy do 1 stycznia 1900 r. Nowo zastąpione najwyższe kierownictwo berlińskiego wydziału budownictwa spojrzało na temat podziemia ze znacznie większą przychylnością. Ponieważ metro oczywiście nie uszkodziło wówczas nowego systemu kanalizacyjnego, zaplanowano podziemny węzeł do Potsdamer Platz powstać. W każdej chwili możliwe było dalsze rozszerzenie dawnego centrum Berlina. Zatwierdzenie przez państwo zmian w planowaniu przeszło do Hochbahngesellschaft w suplemencie 1 listopada 1900 r.
Ogólny projekt kolejki nadziemnej i podziemnej miał teraz 10,1 km długości. Większość trasy, około ośmiu kilometrów, miała zostać zbudowana na wiaduktach i łączących jedenaście podwyższonych stacji. Ponadto były dwa kilometry tunelu z trzema stacjami metra. Planiści w tym czasie nie wyobrażali sobie, że będą później potrzebne pociągi 8-wagonowe, mieli perony zbudowane o długości 80 metrów. To wystarczyło dla pociągów 6-wagonowych.
W pierwszym roku po przełomie wieków ukończono sześciokilometrową trasę. Po około pięciu i pół roku budowy główna linia została ukończona.  Pierwsza sekcja berlińskiej U-Bahn została oficjalnie otwarta 18 lutego 1902 r. (Stralauer Tor – Potsdamer Platz). Zachodnia trasa wiodła już w marcu do ogrodu zoologicznego. 17 sierpnia trasa do Stralauer Tor została przedłużona o 380 metrów do Warschauer Brücke. Istniało połączenie z Flachbahn, linią tramwajową obsługiwaną również przez Hochbahngesellschaft.